# Bănel Nicoliță
Bănel Nicoliţă (Brăila, Rumanía, 7 de enero de 1985) es un futbolista rumano de etnia gitana. Juega de centrocampista.

## Estilo de juego
Nicolita es un jugador de banda derecha, tanto extremo como lateral, se caracteriza por sus centros muy precisos y por tener llegada al área rival. Es un jugador con mucha velocidad y no muy alto (1.75), lo que le hace muy escurridizo para la defensa rival. En el Steaua Nicolita se ganó el sobrenombre de "el pulmón" por lo que corre y lucha. 

## Biografía
Nicoliţă empezó su carrera futbolística en las categorías inferiores de un equipo de su ciudad natal, el CF Brăila, hasta que en 2001 pasa a formar parte de la primera plantilla del club y debuta en la Liga II.
En 2004 ficha por el FCU Politehnica Timişoara, con el que debuta en la Liga I el 30 de septiembre contra el CFR Cluj. 
Solo juega media temporada con el Politehnica Timişoara, ya que en el mercado de invierno ficha por su actual club, el Steaua de Bucarest, que realizó un desembolso económico de 300000 euros para poder hacerse con sus servicios. 
Esa misma temporada ayuda a su club a conquistar el título de Liga. Al año siguiente su equipo gana dos trofeos, una Liga y una Supercopa de Rumanía, y además realiza un gran papel en la Copa de la UEFA, llegando a semifinales, donde cae derrotado ante el Middlesbrough. Nicoliţă se convirtió en un jugador clave en su equipo esa temporada, disputando 13 encuentros de Copa de la UEFA en los que marcó 3 goles y participando en 29 partidos de liga (7 goles).
Debuta con su club en la Liga de Campeones de la UEFA en la temporada 06-07, en la que, el 1 de noviembre, anotó un gol en propia puerta ante el Real Madrid que resultó ser decisivo en el resultado del partido.

## Selección nacional
Ha sido internacional con la Selección de fútbol de Rumania en 24 ocasiones. Su debut como internacional se produjo el 12 de noviembre de 2005 en la derrota de su equipo contra Costa de Marfil por dos goles a uno. Anotó su primer tanto con la camiseta nacional el 2 de junio de 2007 un partido contra Eslovenia.
Fue convocado para participar en la Eurocopa de Austria y Suiza de 2008, donde jugó los tres encuentros que su selección disputó en el campeonato, dos de ellos como titular.

## Clubes
| Club                        | País    | Año         |
| --------------------------- | ------- | ----------- |
| CF Brăila                   | Rumania | 2001-2004   |
| FCU Politehnica Timişoara   | Rumania | 2004-2005   |
| Steaua Bucarest             | Rumania | 2005-2011   |
| Saint-Étienne               | Francia | 2011-2013   |
| FC Nantes                   | Francia | 2013-2014   |
| Viitorul Constanta          | Rumania | 2015 - 2016 |
| CS Făurei                   | Rumania | 2016 - 2017 |
| ASA 2013 Târgu Mureș        | Rumania | 2017        |
| Aris de Limassol            | Chipre  | 2017 - 2018 |
| CS Făurei                   | Rumania | 2018 - 2022 |
| CS Amara                    | Rumania | 2024        |
| Teleajenul Vălenii de Munte | Rumania | 2024 - act. |

## Títulos

### Campeonatos nacionales
| Título               | Club             | País    | Año  |
| -------------------- | ---------------- | ------- | ---- |
| Liga I               | Steaua Bucarest  | Rumania | 2005 |
| Liga I               | Steaua Bucarest  | Rumania | 2006 |
| Supercopa de Rumanía | Steaua Bucarest  | Rumania | 2006 |
| Copa de la Liga      | AS Saint-Étienne | Francia | 2013 |